# Жеронімо Монтейро
Жеронімо Монтейро (порт. Jerônymo Monteiro) (Сан-Паулу, 11 грудня 1908 — 1 червня 1970), повне ім'я Жеронімо Барбоза Монтейро — журналіст та один із перших бразильських письменників-фантастів.

## Наукова фантастика
У 1964 році заснував Бразильське товариство наукової фантастики, а на початку 1970-х став редактором журналу наукової фантастики, бразильського видання американського журналу Fantasy & Science Fiction.
В 1990-х роках бразильське видання американського журналу Asimov's Science Fiction випустило «Премію Жеронімо Монтейро» на честь письменника. 2016 року 11 грудня було проголошено «Днем бразильської наукової фантастики».

## Інша діяльність
Монтейру також був творцем однієї з перших радіоновел бойовиків у Бразилії — Пригоди Діка Пітера (порт. As Aventuras de Dick Peter), (1937), яку транслювали на Rádio Difusora. Персонаж був адаптований для літератури та коміксів, опублікований у дитячому додатку Gazeta Juvenil до вечірньої газети, проілюстровано Месіасом де Мелло в Abílio Corrêa,а також в журналі Cômico Colegial за сценарієм Силласа Роберга та ілюстраціями Хайме Кортеза.
У 1950-1960-х роках працював на «Editora Abril». Був першим редактором журналу «O Pato Donald». Перекладав комікси Волта Діснея на португальську мову, вигадуючи імена персонажам таким як: Tio Patinhas, Huguinho, Zezinho, Luizinho і т. ін.

## Смерть
6 березня 1970 року він захворів, розділяючи свій час між домом і лікарнею. Він помер 1 червня того ж року від аневризми аорти.

## Творчість
- Брат диявола (порт. O irmão do Diabo), (1937), роман.
- Пригоди Діка Пітера (порт. As Aventuras de Dick Peter), (1937), детектив.
- Три місяці 81 століття (порт. Três meses no século 81), (1947), роман.
- Загублене місто (порт. A cidade perdida), (1948), роман.
- Втеча в нікуди (порт. Fuga para parte alguma), (1961), роман.
- Космічні гості (порт. Os Visitantes do Espaço), (1963), роман.
- Дотичні реальності (порт. Tangentes da Realidade), (1969), казки.